# Schwenk & Seggelke
Seggelke Klarinetten GmbH & Co. KG ist eine deutsche Klarinetten-Manufaktur mit Sitz in Bamberg in Oberfranken. Das Unternehmen fertigt Klarinetten nach dem Deutschen Griffsystem (Oehler-System und Varianten) und dem Französischen System (Böhm-System) an sowie in einer Kombination beider Systeme, dabei vom Böhm-System ausgehend (sog. modulare Bauweise). Eine Spezialität des Unternehmens ist der Nachbau historischer Klarinetten.

## Historie
Das Unternehmen wurde 1996 unter dem Namen Schwenk & Seggelke als GbR von dem Klarinettenbaumeister Werner Schwenk und dem Klarinettenbauer und Klarinettisten Jochen Seggelke mit Sitz in Tübingen und Bamberg gegründet. 1999 erfolgte die Zusammenlegung der beiden Fertigungsstätten in Bamberg. 2002 bezog die Firma dort größere Räumlichkeiten. Der Mitgesellschafter Werner Schwenk schied altersbedingt 2013 aus der GbR aus, die seitdem von Jochen Seggelke als Einzelunternehmen fortgeführt und 2021 in die neu gegründete Firma Seggelke Klarinetten GmbH & Co. KG eingebracht wurde. Der Name Schwenk & Seggelke wird weiterhin als Markenname (Label) geführt.

## Produkte

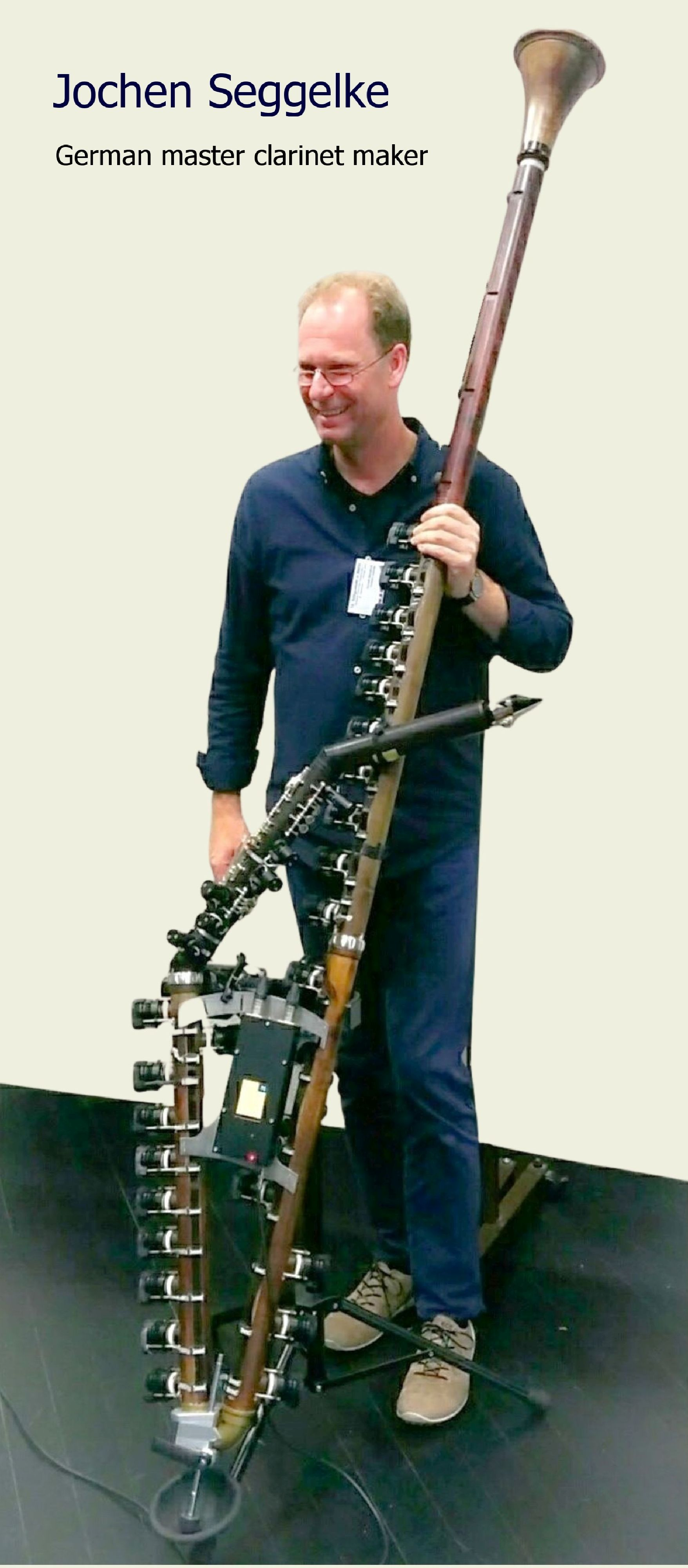
Jochen Seggelke, Kontrabassklarinette mit elektromotorisch betriebenen Klappen

In allen drei oben genannten Bauweisen bietet das Unternehmen die gesamte Klarinetten-Palette von Hoch-As bis Tief G an, darin inbegriffen auch Bassettklarinetten in A und B und G (!), außerdem Bassetthorn in F und Bassklarinette in B, jeweils bis zum tiefen C reichend. Dabei sind sämtliche Instrumente hinsichtlich der Ausstattung (Bohrung, Holzart, mechanische Ausstattung und deren Veredelung) individuell konfigurierbar. Hinzu kommen Nachbauten von 10 historischen Instrumenten in verschiedenen Stimmungen, wovon zwei Modelle jeweils in B und A angeboten werden. Seit 2019 werden auf Kundenwunsch auch Klarinetten entwickelt und angefertigt, die vom Aussehen her historischen Instrumenten ähneln, aber mit moderner Technik, insbesondere modernem Griff- und Klappensystem ausgestattet sind, so für den amerikanischen Klarinettisten Charles Neidich eine Bassettklarinette in A mit einer gekrümmten Birne und einem Liebesfuß als Schalltrichter, wie bei der Stadler-Klarinette, sowie für den australischen Klarinettisten Richard Haynes eine Clarinette d’amour, ein bereits seit langem ausgestorbenes Instrument (s. Abbildung rechts unten).
Nicht im Programm sind die Altklarinette in Es (Aussehen ähnlich dem eines Bassetthorns) sowie die seltene Kontraaltklarinette.
Die Manufaktur hat für ihre Klarinetten mehrere teilweise durch Gebrauchsmuster geschützte Verbesserungen der Mechanik und der Tonlochbohrung entwickelt. Alle Instrumente werden aus Holz angefertigt, hauptsächlich aus Grenadill, aber auch Mopane, Cocobolo und Buchsbaum sind verfügbar, letzteres insbesondere für die historischen Nachbauten. Die Instrumente werden nur auf Bestellung und vornehmlich für professionelle Klarinettisten gebaut und liegen im obersten Preisbereich. Daneben vertreibt Seggelke im unteren bis mittleren Preisbereich Klarinetten deutschen und französischen Systems der in Markneukirchen ansässigen Firma F. Arthur Uebel GmbH (FAU), die Jochen Seggelke seit 2014 in akustischen und technischen Fragen berät. Die Klarinetten werden den Kunden in einer in der Werkstatt in Bamberg entsprechend den Seggelke-Qualitätsansprüchen überarbeiteten Form zu Preisen angeboten, die ca. 20 % über den Marktpreisen der Original-Instrumente liegen.
Des Weiteren lässt Seggelke bei FAU eine von ihm zusammen mit der Entwicklungsabteilung von FAU konfigurierte B- bzw. A-Klarinette deutschen Systems nach seinen Vorgaben und aus von ihm beigestellten Hölzern (Grenadill und Mopane) mit silberner und goldener Mechanik, mit oder ohne Bechermechanik, mit deutscher und österreichischer Innenbohrung exklusiv für seine Firma vorfertigen. Zudem hat der Kunde einige Wahlmöglichkeiten bei der mechanischen Ausstattung. Angabegemäß werden Instrumente nach getroffener Wahl des Kunden in der Werkstatt Seggelke innerhalb einer Woche fertig gestellt. Diese von vornherein in gehobener Qualität gefertigten Instrumente werden zu Preisen zwischen € 3000 und € 5000 angeboten. Sie sind mit dem Namen und dem Logo von FAU versehen und zusätzlich mit dem Schriftzug „Seggelke-Linie“.

## Auszeichnungen
Im März 2006 wurde das neu entwickelte Bassetthorn mit dem Bayerischen Staatspreis ausgezeichnet, nachdem S&S dafür 2004 bereits einen Design-Preis erhalten hatte. Statt des üblichen metallenen Bogens zwischen Mundstück und Oberstück ist das Instrument mit einer normalen Birne und einem geknickten Verbindungsstück zwischen Birne und Oberstück, jeweils aus Holz, ausgestattet. (Eine Abbildung dieses Instruments findet sich in dem Artikel Bassetthorn rechts oben in der Infobox.)
2013 erhielt die Es-Klarinette Modell 2000 den Deutschen Musikinstrumentenpreis.

## Absatzgebiete
Etwa je ein Drittel der Produkte von Seggelke Klarinetten wird in Deutschland, dem restlichen Europa und in Übersee abgesetzt.